# Jack McCartan
John William (Jack) McCartan (Saint Paul (Minnesota), 5 augustus 1935) is een voormalig Amerikaans ijshockeydoelman. 
McCartan won tijdens de Olympische Winterspelen 1960 eigen land de gouden medaille. Dit was de eerste keer dat de Amerikaanse ploeg olympisch goud won bij het ijshockey.
McCartan speelde na afloop van de spelen in totaal 12 wedstrijden voor de New York Rangers in de NHL.